# 早見和真
早見 和真（はやみ かずまさ、1977年7月15日 - ）は、日本の小説家。

## 経歴
神奈川県横浜市出身。桐蔭学園高等学校の硬式野球部に所属。2年先輩に高橋由伸がいる。國學院大學文学部在学中の20歳の時、あらゆる出版社に飛び込み営業した末、ライターとして雑誌『AERA』の「現代の肖像」や、『Sportiva』『月刊PLAYBOY』『SPA!』などで活動する。
2003年入社予定で全国紙の新聞社への内定が決まっていたが、3年留年した末に退学したため取り消しとなってしまう。自暴自棄に陥るが、旧知の出版社の編集者から小説の執筆を薦められ、2008年、自らの経験を基に書き上げた名門高校野球部の補欠部員を主人公とした『ひゃくはち』にて小説デビューを果たす。『月刊ヤングジャンプ』にて、山本隆之により漫画化もされた。
執筆活動に専念するために都会から離れ、2010年1月から静岡県河津町で妻と娘と暮らす。2015年、『イノセント・デイズ』で第68回日本推理作家協会賞（長編および連作短編集部門）を受賞。
2016年3月、愛媛県松山市に移住。2018年4月、小説家として街にコミットしたいとの思いから、愛媛県を舞台に家猫「マル」の冒険譚を描いた創作童話『かなしきデブ猫ちゃん』を、絵本作家かのうかりんと愛媛新聞にて連載開始。ラジオ番組『早見和真のリトルトーキョーはいらない』がFM愛媛でスタートする。
2019年、『ザ・ロイヤルファミリー』で2019年度JRA賞馬事文化賞を受賞。2020年9月に『ザ・ロイヤルファミリー』で第33回山本周五郎賞を受賞。
2022年5月、東京都に移住。

## 受賞・候補歴
太字が受賞作。
- 2015年 - 『イノセント・デイズ』で第68回日本推理作家協会賞（長編および連作短編集部門）受賞、第28回山本周五郎賞候補[10]。
- 2019年 - 『ザ・ロイヤルファミリー』で2019年度JRA賞馬事文化賞受賞。
- 2020年 - 『店長がバカすぎて』で西脇市図書館大賞2020受賞[11]、第17回本屋大賞9位[12]。『ザ・ロイヤルファミリー』で第33回山本周五郎賞受賞[13]。
- 2021年 - 『あの夏の正解』で2021年Yahoo!ニュースー本屋大賞ノンフィクション本大賞候補[14]。
- 2022年 - 『八月の母』で第13回山田風太郎賞候補[15]。
- 2024年 - 『アルプス席の母』で第15回山田風太郎賞候補[16]。
- 2025年 -『アルプス席の母』で第22回本屋大賞2位[17]。

## 著書

### 単著

#### かなしきデブ猫ちゃん
- かなしきデブ猫ちゃん（2019年3月 愛媛新聞社 / 2021年3月 集英社文庫）
- かなしきデブ猫ちゃん マルの秘密の泉 （2021年7月 愛媛新聞社 / 2023年4月 集英社文庫）
- かなしきデブ猫ちゃん マルのラストダンス（2022年3月 愛媛新聞社）
- かなしきデブ猫ちゃん 兵庫編 マルのはじまりの鐘（2023年4月 京阪神エルマガジン社 / 2025年5月 集英社文庫）
- ジャックの“1ばん”さがし（2024年2月 愛媛新聞社）
- かなしきデブ猫ちゃん 兵庫編 マルの真夏のプレゼント（2024年4月 京阪神エルマガジン社）

#### 店長がバカすぎて
- 店長がバカすぎて（2019年7月 角川春樹事務所 / 2021年8月 ハルキ文庫）
- 新！ 店長がバカすぎて（2022年9月 角川春樹事務所 / 2024年5月 ハルキ文庫）

#### その他の作品
- ひゃくはち（2008年6月 集英社 / 2011年6月 集英社文庫）
- スリーピング★ブッダ（2010年9月 角川書店 / 2014年8月 角川文庫）
- 砂上のファンファーレ（2011年3月 幻冬舎）
  - 【改題】ぼくたちの家族（2013年4月 幻冬舎文庫）
- 東京ドーン（2012年4月 講談社 / 2016年1月 講談社文庫）
- 6 シックス（2012年7月 毎日新聞社 / 2015年11月 集英社文庫）
- ポンチョに夜明けの風はらませて（2013年7月 祥伝社 / 2016年9月 祥伝社文庫 / 2021年11月 集英社文庫）
- イノセント・デイズ（2014年8月 新潮社 / 2017年3月 新潮文庫）
- 95（2015年11月 角川書店 / 2018年2月 角川文庫）
- 小説王（2016年5月 小学館 / 2019年3月 小学館文庫）
- 神さまたちのいた街で（2017年4月 幻冬舎）
  - 【改題】ぼくんちの宗教戦争！（2019年12月 幻冬舎文庫）
- ザ・ロイヤルファミリー（2019年10月 新潮社 / 2022年11月 新潮文庫）
- あの夏の正解（2021年3月 新潮社 / 2022年6月 新潮文庫） - ノンフィクション
- 笑うマトリョーシカ（2021年11月 文藝春秋 / 2024年6月 文春文庫）
- 八月の母（2022年4月 KADOKAWA / 2025年6月 角川文庫）
- アルプス席の母（2024年3月 小学館）
- 問題。以下の文章を読んで、家族の幸せの形を答えなさい（2025年3月 朝日新聞出版）
- ラストインタビュー 藤島ジュリー景子との47時間（2025年7月、新潮社）[18]

### アンソロジー
「」内が早見和真の作品
- ノスタルジー1972（2016年11月 講談社）「永遠！チェンジ・ザ・ワールド」
- マウンドの神様（2017年6月 実業之日本社文庫）「あの日、監督がうなずいていれば、僕は―」
- 25の短編小説（2020年9月 朝日文庫）「それからの家族」
- もふもふ―犬猫まみれの短編集―（2024年1月 新潮文庫nex）「あの陽だまりと、カレと」

## メディア・ミックス

### 映画
- ひゃくはち（2008年8月9日公開、配給：ファントム・フィルム、監督：森義隆、主演：斎藤嘉樹・中村蒼）
- ぼくたちの家族（2014年5月24日公開、配給：ファントム・フィルム、監督：石井裕也、主演：妻夫木聡）[19]
- ポンチョに夜明けの風はらませて（2017年10月28日公開、配給：ショウゲート、監督：廣原暁、主演：太賀）[20]

### テレビドラマ
- イノセント・デイズ（2018年3月18日 - 4月22日、全6話、WOWOW「連続ドラマW」枠、主演:妻夫木聡）[21]
- 小説王（2019年4月23日 - 7月2日、全10話、フジテレビ系、主演：白濱亜嵐）[22]
- マルとアンナの愛顔道中（2021年5月7日 - 2022年4月29日、全52話、南海放送、主演：小池慈規・河野桜希、原作：かなしきデブ猫ちゃん）[23]
- 95（2024年4月8日 - 6月10日、全10話、テレビ東京系「ドラマプレミア23」枠、主演：髙橋海人）[24]
- 笑うマトリョーシカ（2024年6月28日 - 9月6日、全11話、TBS系「金曜ドラマ」枠、主演：水川あさみ）[25]
- ザ・ロイヤルファミリー（2025年10月 - 〈予定〉、TBS系「日曜劇場」枠、主演：妻夫木聡）[26]

### テレビアニメ
- かなしきデブ猫ちゃん（2021年12月、NHK松山放送局・NHK総合）[27]

### 漫画
- ひゃくはち（2009年10月 - 2010年10月、全3巻、ヤングジャンプコミックス） - 作画：山本隆之
- 小説王（2019年3月 - 2020年2月、全3巻、カドカワコミックス・エース） - 作画：大沢形画[28]

## 出演

### ラジオ
- 早見和真のリトルトーキョーはいらない（2018年4月1日 -2021年3月28日、FM愛媛） - レギュラーパーソナリティ

### ドキュメンタリー番組
- 小説家というものをやっておりまして…。（2018年4月15日、あいテレビ）[29]
- BS1スペシャル「甲子園のない夏」（2020年9月14日、NHK BS1）[30]
- 競馬2020年の奇跡 2頭の三冠馬誕生と世紀の一戦（2020年12月26日、NHK BS1）
- えひめ情熱人(2021年5月4日 -全4回、南海放送)
- よそ者（2022年6月25日、あいテレビ）